# Pseudograndreefita
La pseudograndreefita és un mineral de la classe dels sulfats. Rep el seu nom per la seva estreta semblança amb la grandreefita.

## Característiques
La pseudograndreefita és un sulfat de fórmula química Pb₆(SO₄)F10. És un rar fluorur sulfat de plom secundari, soluble en aigua. Cristal·litza en el sistema ortoròmbic. La seva duresa a l'escala de Mohs és 2,5. Va ser aprovada com a espècie vàlida per l'Associació Mineralògica Internacional l'any 1988.
Segons la classificació de Nickel-Strunz, la pseudograndreefita pertany a «07.B - Sulfats (selenats, etc.) amb anions addicionals, sense H₂O, amb cations grans només» juntament amb els següents minerals: sulfohalita, galeïta, schairerita, kogarkoïta, caracolita, cesanita, aiolosita, burkeïta, hanksita, cannonita, lanarkita, grandreefita, itoïta, chiluïta, hectorfloresita i sundiusita.

## Formació i jaciments
Va ser descoberta a la mina Grand Reef, situada al Canó Laurel, prop de Klondyke, localitat que pertany al comtat de Graham, a Arizona (Estats Units). Es tracta de l'únics indret d'arreu del planeta a on ha estat trobada aquesta espècie.